# Sumitomo Corporation

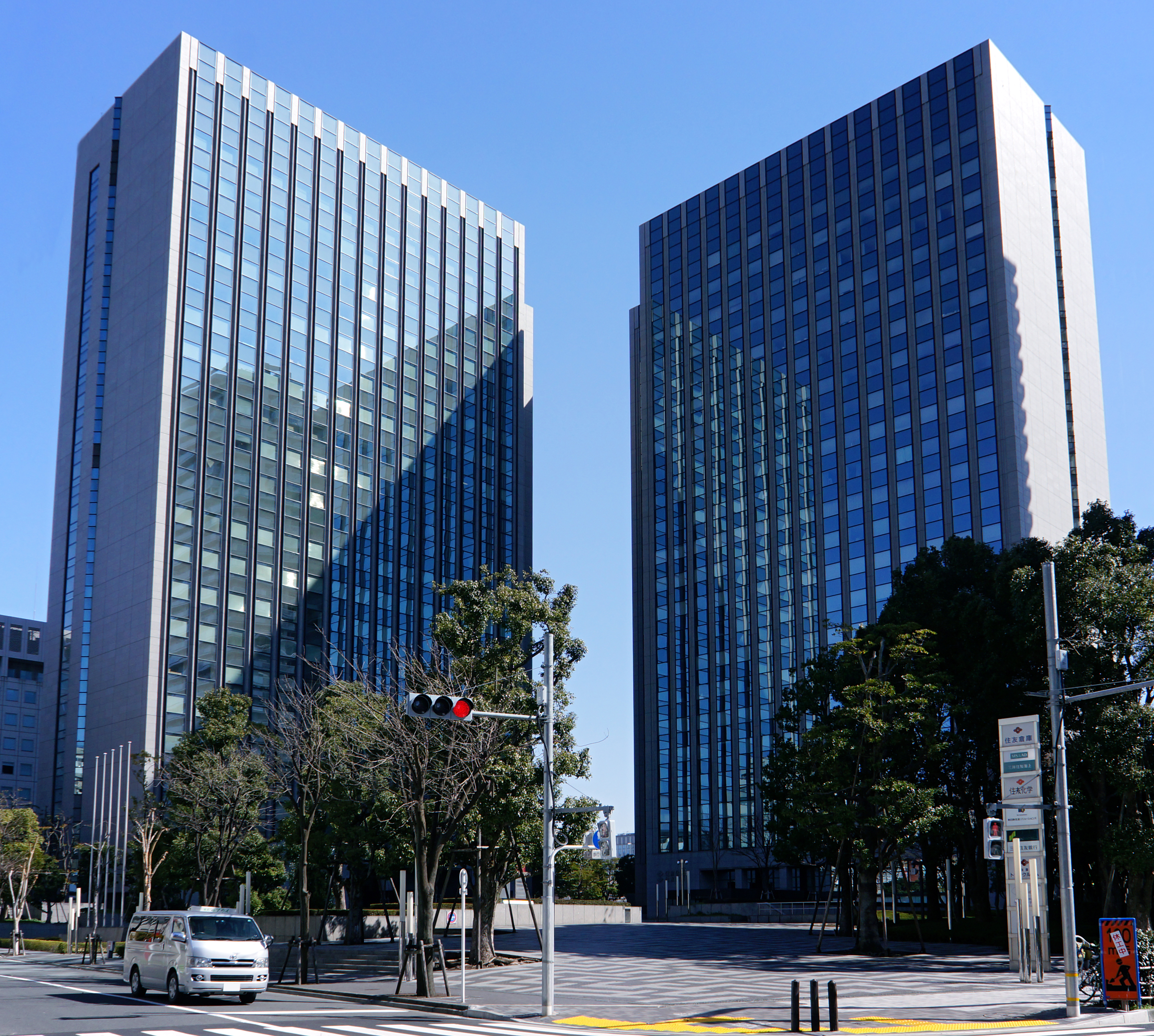
Tokyo Sumitomo Town.

Sumitomo Corporation (住友商事株式会社 Sumitomo Shōji Kabushiki-gaisha?) é uma corporação comercial japonesa, sediada em Tóquio, subsidiaria ao grupo Sumitomo.

## História
A companhia foi estabelecida em 1919.

## Acionistas
- Sumitomo Life Insurance Co.
- Sumitomo Mitsui Banking Corporation
- The Bank of Tokyo-Mitsubishi UFJ, Ltd.
- The Sumitomo Trust and Banking Co., Ltd.
- Japan Trustee Services Bank, Ltd.
- Mitsui Sumitomo Insurance Group Holdings, Inc.
- NEC Corporation
- Mitsubishi UFJ Trust and Banking Corporation
- The Dai-ichi Mutual Life Insurance Company
- Mitsubishi UFJ Trust and Banking Corporation
- SKY Perfect JSAT Group